# Tell Beydar
Tell Beydar là một ngôi làng và là địa điểm cổ xưa nằm ở Tỉnh Al-Hasakah hiện đại, Syria. Đây là thành phố cổ gần phía đông của Nabada. Ngôi làng được liên kết bằng đường bộ đến Al-Darbasiyah trên biên giới Thổ Nhĩ Kỳ ở phía bắc.

## Lịch sử
Những người định cư đến Nabada lần đầu tiên trong thời kỳ đầu triều đại vào khoảng năm 2600 trước Công nguyên. Vào khoảng 2500 trước Công nguyên, một tiểu thành phố tự phát tầm trung đã phát triển. Vào thời điểm đó, nơi đây đã trở thành một thủ phủ thuộc vương quốc tập trung tại Nagar, nay là Tell Brak. Sau khi vùng Jezirah bị người Akkadia chinh phục, Nabada trở thành tiền đồn của đế chế đó. Thành phố đã bị bỏ hoang cho đến khi tái chiếm trong một khoảng thời gian khoảng 1400 năm trước Công nguyên bởi những người Hurrians và một lần nữa trong thời kỳ Neo-Assyrian và Hellenistic.

## Khảo cổ học
Vùng dân cư trọng yếu của Tell Beydar có diện tích khoảng 25 hécta (62 mẫu Anh). Sau là 50 ha (120 mẫu Anh) của Hurrian/Neo-Assyrian nằm tại căn cứ của tell. Trên đỉnh của tell có một khu định cư Hy Lạp. Tell Beydar đã được khai quật trong 17 mùa, bắt đầu từ năm 1992 và kết thúc vào năm 2010, bởi một nhóm Syria và châu Âu cộng tác được hình thành từ Trung tâm Nghiên cứu Thượng Mesopotamian châu Âu và Tổng cục Bảo tàng Cổ vật và Bảo tàng Syria. Cũng có một vài mùa phục hồi. Đội dẫn đầu là Marc Lebeau và Antoine Suleiman. Một số tổ chức khác, bao gồm Viện Phương Đông của Đại học Chicago cũng đã tham gia. Bên cạnh những phát hiện về kiến trúc và đồ gốm từ cuộc khai quật, gần 250 viên và mảnh vỡ hình nêm ban đầu đã được phục hồi, có từ thời tiền sargonic. Những bảng chữ viết phần lớn là các bản ghi về nông nghiệp, làm củng cố thêm một vài sự đồng nhất với Tell Brak. Ngôn ngữ được sử dụng trong bản ghi là một biến thể của ngôn ngữ Semitic Akkadian có tên gọi khác là Semitic. Một số đồ đất cũng đã được phục hồi. Những gì thu được từ Tell Beydar hiện đang được trưng bày trong Bảo tàng Deir ez-Zor.